# Santa-Cruz-Strumpfbandnatter
Die Santa-Cruz-Strumpfbandnatter (Thamnophis atratus) ist eine Schlangenart aus der Gattung der Strumpfbandnattern (Thamnophis).

## Merkmale
Die Santa-Cruz-Strumpfbandnatter gehört mit einer Maximallänge von 60 cm bis knapp über einem Meter zu den größeren Strumpfbandnattern. Die Grundfärbung ist sehr variabel und reicht von hellgrau über dunkelbraun bis schwarz. Zwei alternierende Reihen schwarzer Flecken auf den Flanken sind abhängig von der Grundfärbung gut oder kaum sichtbar. Auf dem Rücken verläuft ein breiter hellgelber oder oranger Streifen. Ein weiterer, hellgelber Streifen verläuft entlang jeder Flanke auf der zweiten oder dritten Rückenschuppenreihe. Rücken- und/oder Seitenstreifen können auch fehlen. Die Bauchseite ist blau, grün, gelb oder weiß. Die Oberlippenschuppen sind hellgelb, an der Rumpfmitte liegen 19 bis 21 Schuppenreihen vor.

## Vorkommen und Lebensweise
Die Art besiedelt Eichenwälder, Grasländer und Chaparrals im Westen der USA in den Bundesstaaten Oregon und Kalifornien. Sie kommt bevorzugt in Wassernähe und an Orten mit Möglichkeit zum Sonnenbaden vor und besiedelt Höhen bis zu 1900 Metern.
Jungtiere lauern im Versteck, vorwiegend in Ufernähe stiller Gewässer auf Beute, während ältere Tiere aktiv jagen und dafür die Ufer schnell strömender Gewässer oder tieferes Wasser bevorzugen. Als Beute dienen vorwiegend die Kaulquappen von Fröschen und Kröten, sowie kleine Fische und Salamander.  Jungtiere wurden dabei beobachtet am Wasserrand Fische anzulocken, indem sie die Wasseroberfläche mehrfach länger mit der Zunge berühren und so wahrscheinlich ein im Wasser zappelndes Insekt nachahmen.
Die Paarung findet von März bis April, selten auch später statt, die Jungtiere werden von August bis Mitte Oktober lebend geboren. Manche Populationen legen eine kurze Winterpause ein, während die Tiere in Zentralkalifornien ganzjährig aktiv sind.

## Unterarten
Derzeit sind drei Unterarten anerkannt:
- Santa-Cruz-Strumpfbandnatter (Th. atratus atratus (Kennicott, 1860)) – Gedrungen; Grundfärbung blau bis hellgrün, nie hellgrau; Rückenstreifen hell und deutlich, Flankenstreifen manchmal fehlend; mit hellgelber Kehle; Bauchseite mit roten bis orangen Flecken; im äußeren Küstenbereich der Halbinsel von San Francisco.
- Oregon-Strumpfbandnatter (Th. atratus hydrophilus Fitch, 1936) – Schlanker; mit stark oder schwach ausgeprägtem oder selten fehlendem Rückenstreifen, Flankenstreifen kräftig, matt oder fehlend; viele kleine, schwarze Flecken auf dem Rücken; Bauchseite hellgelb bis weiß und ungefleckt; nördlich der Bucht von San Francisco.
- Diabolo-Strumpfbandnatter (Th. atratus zaxanthus Boundy, 1999) – Gedrungen; Rücken- und Seitenstreifen leuchten gelb oder Flankenstreifen blassgrün, hellgelbe Kehle; Bauch blass; im Süden des Verbreitungsgebiets von San Francisco bis Santa Barbara.